# فانس جيري
فانس جيري (بالإنجليزية: Vance Gerry)‏ هو فنان التصميم ‏ وكاتب سيناريو أمريكي، ولد في 21 أغسطس 1929 في باسادينا في الولايات المتحدة، وتوفي بنفس المكان في 5 مارس 2005 بسبب سرطان.

## وصلات خارجية
- الموقع الرسمي
- فانس جيري على موقع IMDb (الإنجليزية)
- فانس جيري على موقع قاعدة بيانات الفيلم (الإنجليزية)